# 中翰第
中翰第，位于中国广东省梅州市大埔县高陂镇党溪村，为新加坡前总理李光耀的祖居。2005年4月19日，公布为大埔县文物保护单位；2014年1月13日，公布为梅州市第二批文物保护单位。

## 历史
中翰第坐西北向东南，为砖木结构，占地223平方米。属“下山虎”式客家建筑的中翰第有8间房。
李光耀曾祖父李沐文于1864年前往新加坡谋生，后成为巨商，于清光绪十年（1884年）回乡建造了中翰第。
2019年12月，新加坡前外交部长杨荣文携家眷在达庵埠文里村行祭祖仪式时曾到高陂镇党溪村参访中翰第和李光耀纪念馆。

## 旅游
在2007年至2008年間，中翰第及其周邊地區由當地政府機關進行了整修工程。
2014年1月，大埔县政府斥资4000万元人民币打造李光耀祖居旅游景区；建设旅游休闲购物街、湿地公园、入口景观区、度假别墅区、生态农庄休闲区、田园观光区、景观湖观赏区、客家古村落参观区、果林采摘区、登高观景区等。大埔将李光耀祖居旅游景区工程列为“2014年重点建设工程”，希望将其打造成“国际乡村旅游目的地”。

### 李光耀纪念馆
纪念馆分四个展厅，以图文并茂的形式介绍李光耀的一生和新加坡的历史。馆内立有邓小平和李光耀握手的铜像，以再现1978年邓小平首次访问新加坡时的场景。

### 访客
新加坡有些推出潮州、汕头旅游路线的旅行社会将“中翰第”列为旅行路线上的其中一个景点。截至2016年3月，旅客人数已达每月2万人次。